# Typhlonesticus absoloni
Espèce
Synonymes
- Typhlonesticus speluncarum Kulczynski, 1914 nec Pavesi, 1873
- Nesticus absoloni Kratochvíl, 1933
- Nesticus vejdovskyi Kratochvíl, 1939

Typhlonesticus absoloni est une espèce d'araignées aranéomorphes de la famille des Nesticidae.

## Distribution
Cette espèce est endémique du Monténégro.

## Publications originales
- Kratochvíl, 1933 : Evropské druhy celedi Nesticidae Dahl. Práce Moravské prírodovedecké spolecnosti, vol. 8, n. 10, p. 1-69.
- Kulczynski, 1914 : Aranearum species novae minusve cognitae, in montibus Kras dictis a Dre C. Absolon aliisque collectae. Bulletin international de l'Académie des Sciences de Cracovie, Classe des Sciences Mathématiques et Naturelles, vol. 1914, p. 353-387 (texte intégrale).